# Reichsstadt Dinkelsbühl
Die Reichsstadt Dinkelsbühl war ein reichsunmittelbares Territorium des Heiligen Römischen Reiches, dessen Eigenständigkeit sich während des 13. bis 14. Jahrhunderts in mehreren Entwicklungsschritten vollzogen hatte und das bis 1802/1803 existierte.

## Geschichte

### Die Anfänge der Stadtgeschichte
Die Stadtgründung von Dinkelsbühl war vor dem Jahr 1188 erfolgt, wobei eine am rechten Ufer der Wörnitz bereits bestehende Siedlung mit einbezogen worden war. Die Stadt war ein Teil des staufischen Hausbesitzes und konnte im Laufe des 13. Jahrhunderts eine weitgehende Selbstständigkeit gewinnen. Die Erlangung der vollständigen Reichsfreiheit begann mit der 1305 erfolgten Verleihung des Ulmer Stadtrechtes, setzte sich über die 1351 und 1355 zugestandene freie Richterwahl fort und fand mit der im Jahr 1398 erreichten Erlangung der Blutgerichtsbarkeit ihren Abschluss.

### Spätes Mittelalter und frühe Neuzeit
Die Eigenständigkeit der Stadt war im 13. und 14. Jahrhundert zeitweise gefährdet, weil diese mehrfach an die Grafen von Oettingen verpfändet worden war. Die Anstrengungen der Oettinger Grafen sich in den Besitz der hoheitlichen Rechte über Dinkelsbühl zu setzen, konnten erst 1351 nachhaltig beseitigt werden. In diesem Jahr gelang es der Stadt, sich endgültig von der Pfandschaft freizukaufen. Die zweite Bedrohung für Dinkelsbühl waren die landgerichtlichen Forderungen, die die Markgrafen des hohenzollernschen Fürstentums Ansbach auf das Territorium der Reichsstadt erhoben. Dieser Konfliktherd konnte nie beseitigt werden und dauerte bis zum Ende des alten Reiches an. Vor allem aufgrund dieser Ansprüche wandte sich die Reichsstadt Dinkelsbühl dem Schwäbischen Reichskreis zu und war bei diesem immatrikuliert, obwohl sie viele Gemeinsamkeiten mit den fünf Reichsstädten des Fränkischen Reichskreises aufwies. Auf dem immerwährenden Reichstag war sie auf der schwäbischen Bank des Reichsstädtekollegiums vertreten.

### Innere Entwicklung und Zeitalter der Reformation

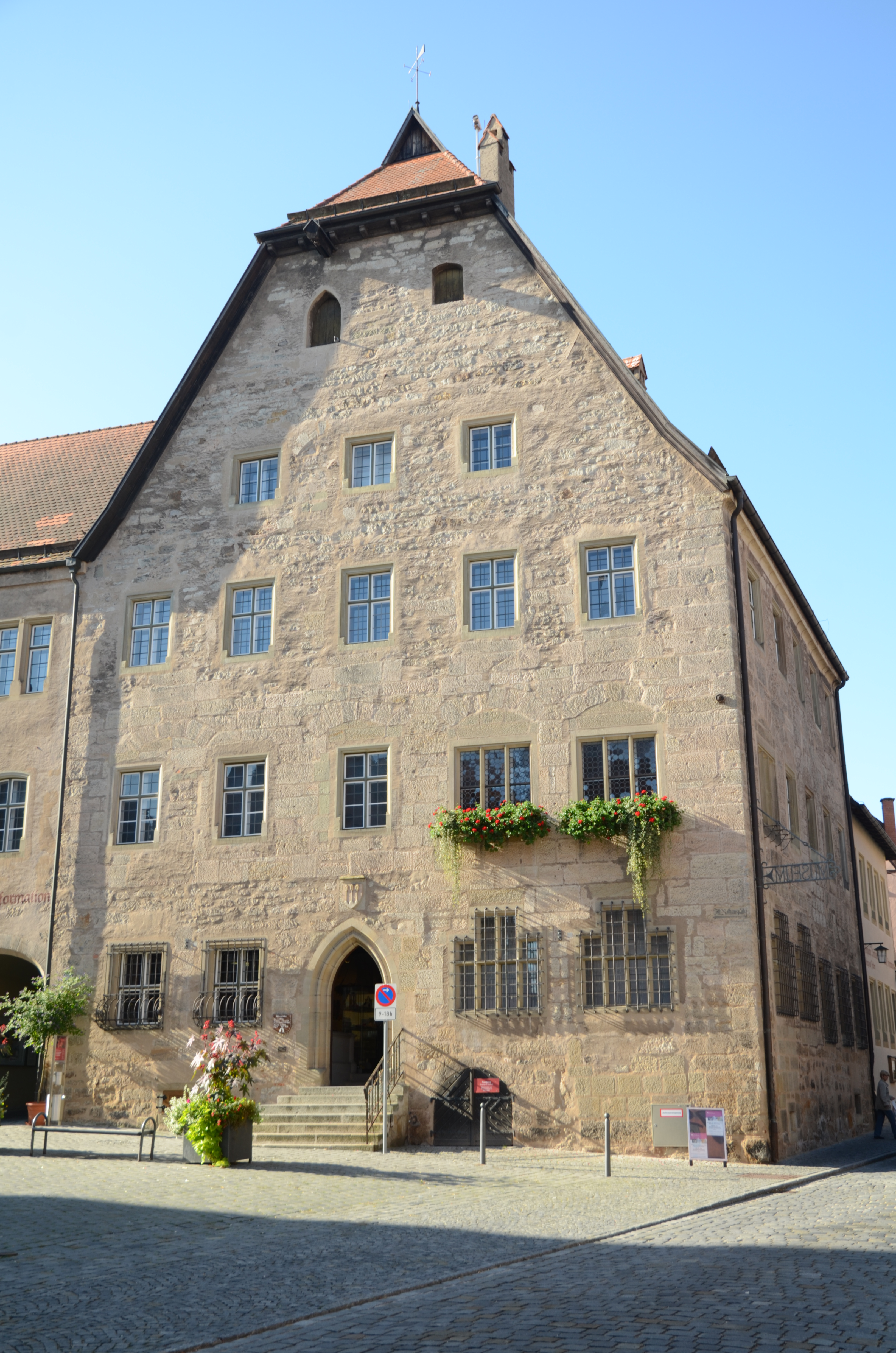
Das alte Rathaus von Dinkelsbühl

Den Zünften gelang es im Jahr 1387 ihre Aufnahme in das Stadtregiment von Dinkelsbühl durchzusetzen. Die damit verbundenen Rechte wurden allerdings 1552 massiv beschnitten, als Kaiser Karls V. substantielle Änderungen in den Verfassungen der Reichsstädte vornahm.
Die Reformation konnte in Dinkelsbühl schon vor 1524 Einfluss gewinnen, erlitt allerdings durch den Deutschen Bauernkrieg zunächst einen erheblichen Rückschlag. Nach dem Jahr 1530 konnte die lutherische Lehre aber wieder an Boden gewinnen und 1548 wurde schließlich das Augsburger Interim eingeführt. Die damit verbundenen Regelungen wurden auch nach dem Augsburger Religionsfrieden von 1555 beibehalten und führten zu langanhaltenden Konflikten zwischen dem katholisch gebliebenem Rat der Stadt und den protestantischen Bürgern, die bis in das 18. Jahrhundert hinein andauerten.

### Das Ende der Reichsstadt
Als Folge des Reichsdeputationshauptschlusses wurde die Reichsstadt 1802/1803 von Kurbaiern zwangsweise in Besitz genommen, aber schon 1804 im Rahmen eines Ausgleichsvertrages an das preußische Ansbach-Bayreuth übergeben. Zusammen mit dem gesamten Fürstentum Ansbach wurde sie durch den Preßburger Frieden und die Brünner Verträge 1805/1806 aber wieder vom neugebildeten Königreichs Baiern übernommen. Die westlich der heutigen bayerischen Landesgrenze gelegenen Gebiete fielen mit dem 1810 abgeschlossenem Grenzvertrag zwischen Bayern und Württemberg an das Königreich Württemberg und gehören heute zu Baden-Württemberg.

## Territorialer Bestand
Die Bildung eines eigenen Territorialbesitzes war der Reichsstadt nur in Ansätzen gelungen. Ihr Territorium umfasste hauptsächlich ein um die Stadt gelegenes Kerngebiet, das sich von Wört im Südwesten bis zur Sulzach im Nordosten erstreckte. Dazu gehörte eine größere Exklave um den nördlich davon gelegenen Ort Tribur, sowie als Streubesitz noch einige kleinere Exklaven, die nordwestlich und südlich von Dinkelsbühl lagen. Die Landeshoheit über dieses Gebiet war allerdings nicht im modernen staatsrechtlichen Sinn eindeutig festgelegt, sondern bestand wie im alten Reich üblich aus einer Gemengelage verschiedenster Rechte. Diese waren unter anderem die Blutgerichtsbarkeit, die Niedergerichtsbarkeit außerhalb des Etters, die Kirchenhoheit, die Steuerhoheit und die Dorf- und Gemeindeherrschaft. Die größten Nachbarterritorien der Reichsstadt Dinkelsbühl waren das Fürstentum Ansbach im Norden und Nordosten, die Grafschaft Oettingen im Südosten und die Fürstpropstei Ellwangen im Südwesten.